# Штефан Крчмері
Штефан Крчмері (словац. Štefan Krčméry; 26 грудня 1892, Мошовці, Словаччина — 17 лютого 1955, Пезінок (нині Братиславський край) — словацький поет, літературний критик, перекладач, редактор, доктор філософії. Протестантський священик.

## Біографія
Народився в лютеранській сім'ї. З 1907 по 1911 навчався в лютеранському ліцеї в Братиславі, пізніше вивчав теологію (1911-1915).

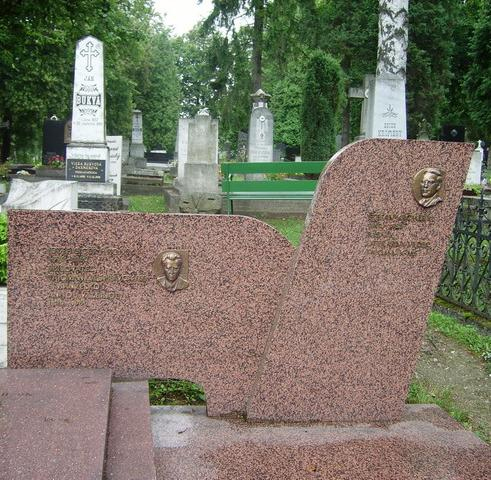
Могила Штефана Крчмері

Був капеланом, потім залишив проповідництво і працював як літературний критик, журналіст, історик, теоретик і організатор словацьких культурних і просвітницьких заходів.
З 1918 по 1919 їбув редактором «Národných novín», потім головним редактором «Slovenské pohľady», пізніше — секретарëм Матиці словацької. У 1922-1932 знову очолив оновлений журнал «Slovenské pohľady», пізніше редагував «Knižnica Slovenských pohľadov», «Slovenský ochotník», «Naše divadl» o, «Včielka» та інші словацькі журнали.
У 1930 в Карловому університеті отримав ступінь доктора філософії.
В кінці життя страждав на психічне захворювання. Кілька разів лікувався з лікарні в Мошовце.
Помер в 1955. Спочатку був похований в Братиславі, потім його прах був перенесений на Народний цвинтар в Мартіне.

## Творчість
Почав публікувати в 1913, співпрацював з декількома журналами.
Його найбільш важливими літературно-критичними і теоретичними роботами є двотомна історія словацької літератури: «150 rokov slovenskej literatúry», в якій описані всі більш і менш значні особистості XVIII-XIX століть.
Писав вірші. Займався перекладами.

## Вибрана бібліографія

### Поезія
- 1920 — Keď sa sloboda rodila
- 1929 — Herbárium
- 1930 — Piesne a balady
- 1932 — Slovo čisté
- 1944 — Pozdrav odmlčaného básnika

### Проза
- 1932 — Oslobodenie
- 1957 — Zimná legenda
- 1972 — Ty a Ja

### Наукові роботи
- 1920 — Prehľad dejín slovenskej literatúry a vzdelanosti
- 1927 — Moyses a Kuzmány
- 1928 — Ľudia a knihy
- 1936 — Zo slovenskej hymnológie
- 1943 — Stopäťdesiat rokov slovenskej literatúry
- 1976 — Dejiny literatúry slovenskej

### Антології і переклади
- 1925 — Anthológia szlovák kőltőkből
- 1925 — Salome
- 1944 — Z cudzích sadov
- 1975 — Estetické reflexie

### Інші роботи
- 1922 — Slovensko a jeho život literárny
- 1924 — Literárne snahy slovenské
- 1926 — O možnostiach rozvoja slovenskej literatúry
- 1931 — Prozódia štúrovských básnikov
- 1932 — Melódia vety a prízvuk v slovenčine
- 1935 — Estetika krás prírodných

1. ↑  Studenti pražských univerzit 1882–1945